# Bree (Desperate Housewives)

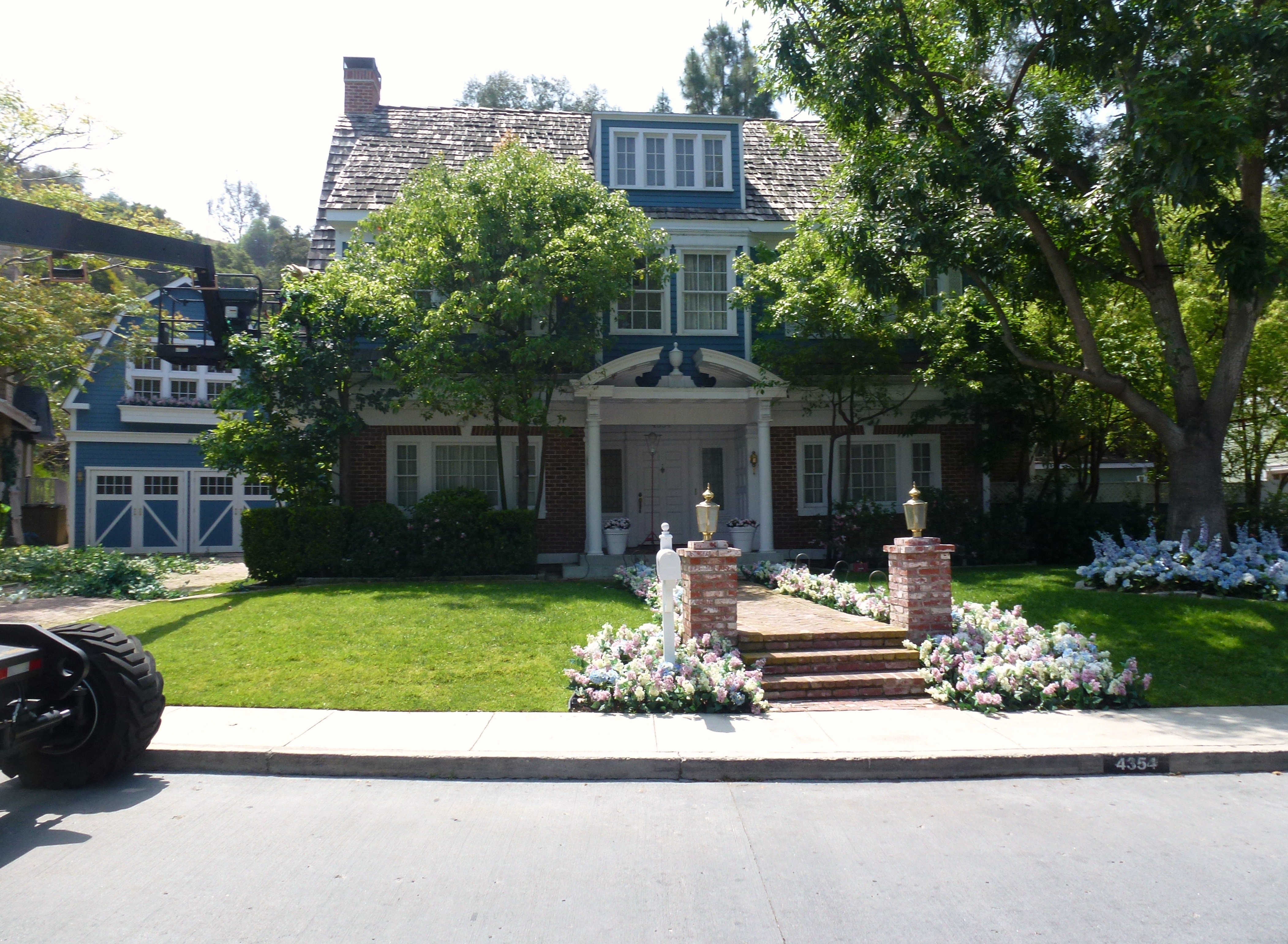
Casa de Bree en Wisteria Lane

Bree Van De Kamp (De soltera Mason y de su segundo matrimonio Hodge) es el personaje ficticio de la serie Desperate Housewives de la ABC y es interpretado por Marcia Cross.                                                        
Bree es conocida por ser la perfecta ama de casa. Conservadora, republicana, no se permite ni un error y está obsesionada con la limpieza, el orden y los buenos modales, pero sobre todo procura controlar las opiniones de los demás y se cuida mucho del "qué dirán".

## Historia
"... y todos en la calle Wisteria pensaban que era una esposa y madre perfecta; todo el mundo, excepto su familia"
 Mary Alice Young

"... Lo opuesto al amor no es el odio, sino la indiferencia, si me odias significa que te importo" (2x16)
 Frase célebre de Bree

"... Bree Van De Kamp creía en los valores tradicionales, cosas como el respeto a Dios, la importancia de la familia y el amor a su país. De hecho Bree creía con tal firmeza en esos valores que siempre se quedaba helada cuando se topaba con alguien que no lo hacía" (1x15)
 Mary Alice Young

### Anteriormente
Proviene de una acomodada familia que está vinculada con el Poder judicial. En vísperas de Navidad su madre muere atropellada, su padre se casa al poco tiempo. Después, su perfeccionista madrastra sólo le enseñó rectitud y tradicionalismos, pero jamás se sentía satisfecha con el desempeño de Bree. Durante su época en la universidad, donde estudió psicología, Bree conoce a Rex Van de Kamp con el cual se termina casando (aunque su padre se oponía y estaba comprometida con otro hombre) y tiene dos hijos.

### Primera temporada
En la primera temporada, Bree y su esposo Rex tienen problemas matrimoniales, y Rex hasta le pide el divorcio, diciéndole que está harto de vivir en "este comercial de detergente". Bree y Rex se separan mientras contratan a sus abogados para el divorcio.
Bree descubre que su esposo, Rex, tiene un amorío con la prostituta Maisy Gibbons, ya que éste sufre un ataque al corazón en uno de sus encuentros sexuales. Bree como venganza sale con su farmacéutico, George, inician una relación, pero a lo que va pasando el tiempo, Bree y Rex vuelven a estar juntos, y Bree y George quedan como amigos, cosa que no le agradó a George, y le cambia sus pastillas del corazón a Rex por potasio.
Mientras Andrew, hijo de Bree, acepta ser homosexual. Eso aterroriza a Bree debido a sus profundas creencias religiosas, quien no puede aceptarlo, instándolo a vivir una vida "normal" para no causar la ira de Dios, quien lo mandará al infierno y no al cielo con ella. Esto crea gran resentimiento en Andrew, quien planea tener un comportamiento heterosexual ante su madre y en el momento menos pensado, herirla para devolverle todo el dolor que ella le causa con esa actitud, a lo cual llama su "gran venganza". Después Bree se reconcilia con Rex porque descubre que le fue infiel por ser sadomasoquista, Rex le dice a Bree que tiene unos gustos sobre el sexo que son pervertidos, pues le gusta que lo dominen y golpeen. Finalmente convence a Bree de que se pongan trajes extraños y usen cadenas y látigos en el sexo, lo cual no le agrada para nada a Bree, pero lo hace por el amor que siente hacia su esposo. George entra en la casa de Bree y encuentra los objetos de excitación sexual de Rex. George le miente a Bree diciendo que Rex ha estado contando en su hospital sobre lo que han estado haciendo en la cama, y Bree decide terminar con Rex, a quien en medio de una pelea con ella, le da otro infarto. 
Bree tarda en llevarlo al hospital, tendiendo la cama y arreglando el cuarto primero, pues está en shock. En el hospital, los doctores le dicen a Bree que lo de Rex es serio, y Bree empieza a sentirse asustada. Rex le asegura a Bree que él no ha dicho nada a nadie sobre lo que hacen, y Bree empieza a sentirse convencida. Cuando Bree se va, el doctor le dice a Rex que han encontrado anomalías en los estudios que recién le practicaron y le comparte la teoría de que lo están envenenando, quizás con los alimentos que estuvo ingiriendo. Rex piensa que Bree lo envenenó en venganza por las humillaciones, y antes de morir escribe una nota que decía: "Bree, te entiendo y te perdono".
Mientras Bree espera en su casa a que operen a Rex, hace la limpieza general de su casa, la cual siempre terminaba puliendo los cubiertos de plata. Al tiempo que lo hace, recibe una llamada en la que le informan que su esposo no resistió la operación y acababa de fallecer. Bree da las gracias y cualga el teléfono, se dirige hacia el comedor, termina de pulir la plata y acomoda el mantel de la mesa... al ver que la casa se encuentra perfecta, se sienta y rompe en llanto.

### Segunda temporada
En la segunda temporada, Bree decide esperar un poco antes de volver a salir con George. Conforme va pasando el tiempo, Bree y George inician una relación y se comprometen. Más tarde, Bree siente dudas sobre su compromiso y se lo dice a su psiquiatra, quien le sugiere que se tome un tiempo en su relación con George, y eso es lo que ella le dice a George. Él queriendo vengarse con el psiquiatra de Bree, intenta asesinarlo tirándolo por un puente mientras pasaba con una máscara en su bicicleta, y Bree empieza a sospechar que fue George, y habla con la policía. Es ahí cuando Bree termina su compromiso oficialmente con George. Él toma unas pastillas intentando suicidarse a propósito para que Bree lo encuentre y lo lleve al hospital y se dé cuenta de que no quiere perderlo, pero Bree justo recibe una llamada de la policía diciéndole que tienen evidencias de que George mató a Rex. Bree encuentra a George, y se sienta a verlo morir. Andrew, hijo de Bree, la demanda por abuso físico y sexual (para independizarse, tener el fideicomiso, y tener un coche), por lo cual Bree empieza a beber alcohol y es obligada a ir a Alcohólicos Anónimos. Ahí conoce a su padrino (Peter) con el que Bree se une sentimentalmente hasta que su padrino por ser adicto sexual tiene relaciones con Andrew (Andrew piensa que ésta es su "gran venganza"). Bree devastada abandona a Andrew en medio de la nada y se interna en un hospital psiquiátrico pero escapa porque su hija huyó con el hijo asesino de Betty. Y después de rescatar a Danielle, Bree queda enamorada del misterioso Orson Hodge, que atropelló a Mike y tiene un pasado oscuro, el cual conoció por el incendio de Susan y lo volvió a encontrar en el hospital psiquiátrico.

### Tercera temporada
En la tercera temporada, nos muestran que, aparte del intento de homicidio de Orson a Mike, también parece que asesinó a su esposa, Alma. La temporada trata del misterio de Orson, y su pasado, pero cuando Alma aparece viva, y empieza a hacer un plan con Gloria, la madre de Orson, para recuperarlo, nos enteramos que Orson no es el malo. Orson se casa con Bree, quien empieza a descubrir el pasado de Orson. En el episodio "I Remember that (2)", Mike recuerda la noche en que una mujer llamada Monique Pollier murió, y piensa que el asesino fue Orson, pero ahí nos muestran en un flashback, que la madre de Orson, Gloria, fue quien la asesinó. Orson le cuenta la verdad a Bree, quien lo perdona, y se van de luna de miel debido a que la actriz Marcia Cross (Bree Hodge) estaba embarazada, y en el resto de la temporada, Orson, Danielle y Bree no aparecen (Bree y Orson se llevan a Danielle a su luna de miel debido a que Danielle quedó embarazada del sobrino de Edie y no quieren que nadie se entere).

### Cuarta Temporada
Una nueva vecina, Katherine Mayfair, hace competencia a Bree en ser la ama de casa perfecta en Wisteria Lane. Mientras tanto, Bree sigue fingiendo su embarazo, al mismo tiempo que Danielle aguarda en un colegio católico. Este engaño se ve amenazado infinidad de veces, como cuando Phyllis Van de Kamp (madre del difunto Rex) descubre la verdad y amenaza con decirla si no se le toma más en cuenta en la vida familiar.
El tiempo pasa, y por fin el bebé nace, siendo bautizado Benjamin Tyson Hodge. La llegada de Benjamin trae muchos problemas a los Van De Kamp/Hodge ya que Andrew se siente desplazado por el bebé, y, al mismo tiempo, las decisiones parentales de Orson son cuestionadas por Bree, ya que, al final del día, Orson no tiene relación sanguínea con el bebé. El matrimonio Hodge se ve aún más amenazado tras el tornado que arrasa con Wisteria, ya que Bree y Orson se mudan a la casa de Susan, dónde Orson empieza a volver sentir remordimiento por atropellar a Mike años antes. Estos remordimientos ocasionan sonambulismo en Orson, el cual, al estar dormido, revela que él fue quien causó el coma de Mike, y este testimonio es escuchado por Julie Mayer.
La verdad explota, y Bree le dice a Orson que no puede ser esposa de un criminal sin castigo, por lo que le dice que para volver a ser familia debe entregarse a la cárcel. Pensativo, Orson busca asilo en un hotel, pero Edie le acoge en su hogar, cosa que no agrada a Bree. Ante la posibilidad de un divorcio, Orson escribe en una pieza de papel la compleja historia de Benjamín para entregársela a un abogado que le aconseje... pero dicho papel es encontrado y leído por Edie, quién amenaza a Bree de contar la verdad. Ante esta situación, Bree decide contarle la verdad a sus amigas, quienes muestran su respeto y admiración ante hacer semejante cosa por Benjamin y por Danielle. Así, las protagonistas, se dirigen a casa de Edie para informarle que no soportarán más de sus acciones... Esto ocasiona que Edie se vaya de Wisteria Lane.

### Quinta Temporada
Tras una serie de flashbacks descubrimos que en el salto de 5 años, Orson se entregó a la cárcel por el atentado contra la vida de Mike. Danielle ha contraído matrimonio con un abogado, y se ha llevado a Benjamin con ella. Y que Katherine apoyó a Bree cuando esta recayó en el alcoholismo, por lo cual ahora ambas trabajan juntas en el servicio de comida.
Retomando la historia tras el salto de 5 años, Bree brilla en el mundo del cáterin, o servicio de banquetería, causando los celos de las otras vecinas, en especial de Katherine, su nueva compañera de trabajo. Orson ha cumplido su sentencia en la cárcel, pero al regresar siente que Bree le trata como un ser inferior que no merece estar casado con ella. Por esta razón, Orson empieza a desarrollar una cleptomanía y a robar todo lo que esté a su alcance. Bree descubre esto, y le reprende, pero solo incita a Orson a entrar a la casa de una vecina a robarle una pelota de béisbol. Sin embargo, la ama de casa descubre a Orson y le golpea con un bate, por lo que Orson sale corriendo sin fijarse que Edie Britt va conduciendo por la calle. Este incidente ocasiona que Edie pierda el control y termine chocando con un poste de electricidad, el cual le daría muerte segundos después, ya que cuando sale muere electrocutada.
Días después, Bree sospecha de esto, por lo que dijeron del accidente de Rose (su vecina) pero prefiere no indagar en el asunto ya que quiere separarse cuanto antes de Orson. Así que contrata a Karl Mayer (exesposo de Susan Delfino) como abogado de divorcios. Karl le advierte que si se divorcia de Orson, la mitad de todo el dinero ganado en su negocio va terminar en la cuenta bancaria de su ex. Esto no agrada a Bree, por lo que ella apoya todas las artimañas ilegales que Karl propone, inclusive auto-robar su casa para así esconder los objetos que en ella hay. Sin embargo, Orson se dio cuenta de lo que estaba haciendo Bree, reporta el robo a la aseguradora, y poco después descubre el engaño; poco tiempo pasa antes de que Orson amenace con demandar a Bree ante la aseguradora por robo falso si no siguen casados. Bree enfurece y decide vengarse iniciando un amorío con Karl.

### Sexta Temporada
Bree, pese a sentirse un poco culpable, continúa su amorío con Karl. Sin embargo, pronto se da cuenta de que Susan nunca le perdonaría a ninguna vecina si se relacionara con un exesposo suyo (como es el caso de Katherine Mayfair con Mike Delfino), por esta razón Bree toma aún más precauciones con Karl. 
Julie Mayer cae en coma tras el misterioso atentado en contra de su vida, por lo que Karl, su padre, le va a visitar al hospital, y pide a Bree que se quede con él. Bree aparenta estar en el hospital por Susan, la madre de Julie, pero poco tiempo pasa antes de que Bree empiece a dar besos y caricias a Karl para tranquilizarle. Aunque lo hacen con suma precaución, uno de estos besos es visto por Julie, quien, por unos segundos, abre los ojos y les observa. Esto causa la inquietud de Bree, aunque los doctores afirman que el paciente en coma puede abrir los ojos y no recordar lo que ven... aunque pueden recordar lo que escuchan.

### Séptima Temporada
Después de cederle su negocio al hijo de su primer marido Rex, Bree por fin se separa de su actual esposo y posteriormente se enamora de su contratista quien es 17 años menor, él termina mudándose con ella aunque se separan debido al regreso de su exnovia con su hijo y él elige hacer su vida con su hijo, pues Bree, quien comienza la menopausia no tiene planeada la maternidad.

### Octava Temporada
Después de terminar con su novio, es conquistada por un detective (Chuck), que aún está en proceso de divorcio. Después del asesinato del padrastro de Gaby, Bree tiene que esconder todo el misterio a Chuck, y decide dejarlo durante una cena en la que él le iba a pedir matrimonio. Él queda despechado y la amenaza con vengarse. Mientras Bree y sus amigas intentan ocultar el crimen, un nuevo vecino contratista pretende construir sobre el terreno donde ellas enterraron el cuerpo. Se descubre el cadáver durante una excavación, pero lo desaparecen con ayuda de Mike. Chuck empieza a acosar a Bree y la expone constantemente para que confiese, y ella sintiéndose aturdida recurre nuevamente al alcohol. Chuck es atropellado y muere. Las amigas no pueden superar la culpa, se alejan entre sí, y Bree pasa sus noches embriagándose en un bar y acostándose con diferentes hombres. Orson regresa fingiendo ayudarla a superar sus problemas, pero intenta manipularla para reconciliarse con ella. Cuando Bree descubre su plan y lo deja, Orson le dice que se suicidará, y le envía una carta a la policía acusando a Bree del asesinato. Bree es arrestada por homicidio, pero es absuelta en el juicio ya que la señora Mc Cluskey se atribuye el crimen del padrastro de Gaby. Bree y su abogado se enamoran. En el último episodio se narra que se casan y Bree inicia una carrera política.

## Trivia
- Bree es la única que se ha relacionado directamente con tres de los siete misterios de la serie, el primero en la segunda temporada cuando Danielle su hija se relaciona con el hijo de Betty, el segundo en la tercera temporada cuando su esposo se ve implicado en la muerte de Monique, y el tercero en la cuarta temporada, cuando Wayne la toma como rehén para que Katherine revele su secreto.
- Bree es la única de las cuatro principales e iniciales "desesperadas" que no ha salido en todos los episodios; esto es debido al embarazo de Marcia Cross.
- El personaje de Bree está basado en la madre del creador (Marc Cherry) durante la adolescencia del creador[cita requerida].
- Vera Sherer es el nombre del personaje en "Amas de Casa Desesperadas" de Argentina, Eugenia de Koppel en Colombia y Ecuador, Elisa Fernándes en Brasil y Regina Sotomayor en la Comunidad Hispana de Estados Unidos.
- En las versiones española y mexicana conserva su nombre original.
- En España el personaje de Bree está doblado por la actriz de doblaje Olga Cano y en América Latina está doblado por la actriz de doblaje Magdalena Leonel de Cervantes.
- Antes de Desperate Housewives las actrices Brenda Strong (Mary Alice Young) y Marcia Cross (Bree Van De Kamp) participaron en la serie de la WB, Everwood.
- El actor que interpretaba a Rex Van De Kamp no sabía que su personaje iba a morir tan pronto.
- La actriz Dana Delany (quien interpreta a Katherine Mayfair) fue seleccionada primero para interpretar el papel de Bree, sin embargo por otros planes de trabajo le dejó el papel a Marcia Cross.[cita requerida]
- Marcia Cross inicialmente hizo prueba para el personaje de Mary Alice Young, pero ante la negativa de Danna Delany, Marc Cherry le ofreció el papel de Bree.
- Bree es la única de las 4 protagonistas que no ha estado embarazada en la serie. Pero Marcia Cross es la única que ha estado embarazada durante la serie.
- El personaje de Bree cuando era niña es interpretado (en distintos capítulos) por dos actrices diferentes, pero las edades son casi las mismas. En la octava temporada Mackenzie Brooke Smith, es Bree de pequeña, mientras que en la primera temporada, capítulo 8 (Guilty), vemos a otra actriz representando el mismo rol. El mismo error lo cometieron con el padrastro de Gabrielle. Ver primera temporada, capítulo 9.

- Datos: Q601836